# Salsola arbusculiformis
Salsola arbusculiformis là loài thực vật có hoa thuộc họ Dền. Loài này được Drobow miêu tả khoa học đầu tiên năm 1916.